# 本郷台
本郷台（ほんごうだい）は、神奈川県横浜市栄区の町名。現行行政地名は本郷台一丁目から本郷台五丁目。住居表示実施済区域。

## 地理・交通
栄区北部に位置し、北は戸塚区下倉田町・舞岡町と港南区上永谷町、東から南にかけ小菅ケ谷、西は飯島町に接する。南東部が一丁目、南西部が二丁目、西部が三丁目、西部が四丁目、北部が五丁目となっており、町域の多くが一戸建ての住宅地となっている。一丁目に横浜市立本郷台小学校、四丁目に横浜市立小菅ヶ谷小学校がある。JR根岸線本郷台駅はここより南の小菅ケ谷に位置し、町内に鉄道は通っていない。路線バスはいずれも江ノ電バスで、本郷台駅から町を南北に貫き五丁目の北本郷台停留所まで行く便や、3丁目の飯島市民の森停留所を経由し飯島団地や戸塚駅方面へ行く便、五丁目の見晴橋停留所から環状3号経由で戸塚駅へ行く便が利用できる。

### 地価
住宅地の地価は2025年（令和7年）1月1日に公表された公示地価によれば本郷台5-8-20の地点で15万2000円/m²となっている。

## 歴史

### 沿革
- 1989年（平成元年）8月21日 - 、住居表示（栄区小菅ケ谷・飯島地区）[7]に伴い、栄区飯島町・小菅ケ谷町・上郷町の一部から新設された[8]。旧鎌倉郡本郷村の名にちなむ[9]。

### 町名の変遷
| 実施後       | 実施年月日                | 実施前（各町名ともその一部）         |
| ------------ | ------------------------- | ------------------------------------ |
| 本郷台一丁目 | 1989年（平成元年）8月21日 | 飯島町、小菅ケ谷町（各一部）         |
| 本郷台二丁目 | 1989年（平成元年）8月21日 | 飯島町、小菅ケ谷町（各一部）         |
| 本郷台三丁目 | 1989年（平成元年）8月21日 | 飯島町、小菅ケ谷町（各一部）         |
| 本郷台四丁目 | 1989年（平成元年）8月21日 | 飯島町、上郷町、小菅ケ谷町（各一部） |
| 本郷台五丁目 | 1989年（平成元年）8月21日 | 小菅ケ谷町（一部）                   |

## 世帯数と人口
2025年（令和7年）6月30日現在（横浜市発表）の世帯数と人口は以下の通りである。
| 丁目         | 世帯数    | 人口    |
| ------------ | --------- | ------- |
| 本郷台一丁目 | 399世帯   | 868人   |
| 本郷台二丁目 | 424世帯   | 929人   |
| 本郷台三丁目 | 716世帯   | 1,465人 |
| 本郷台四丁目 | 474世帯   | 1,013人 |
| 本郷台五丁目 | 498世帯   | 1,055人 |
| 計           | 2,511世帯 | 5,330人 |

### 人口の変遷
国勢調査による人口の推移。
| 年                 | 人口  |
| ------------------ | ----- |
| 1995年（平成7年）  | 6,811 |
| 2000年（平成12年） | 6,411 |
| 2005年（平成17年） | 6,100 |
| 2010年（平成22年） | 5,908 |
| 2015年（平成27年） | 5,658 |
| 2020年（令和2年）  | 5,424 |

### 世帯数の変遷
国勢調査による世帯数の推移。
| 年                 | 世帯数 |
| ------------------ | ------ |
| 1995年（平成7年）  | 2,119  |
| 2000年（平成12年） | 2,181  |
| 2005年（平成17年） | 2,221  |
| 2010年（平成22年） | 2,304  |
| 2015年（平成27年） | 2,249  |
| 2020年（令和2年）  | 2,273  |

## 学区
市立小・中学校に通う場合、学区は以下の通りとなる（2024年11月時点）。
| 丁目         | 番・番地等                                                                                               | 小学校                 | 中学校               |
| ------------ | --- | ---------------------- | -------------------- |
| 本郷台一丁目 | 1番1〜10号 1番23号〜7番 8番15〜17号 21番                                                                 | 横浜市立本郷台小学校   | 横浜市立小山台中学校 |
| 本郷台一丁目 | 8番6〜14号 9番、10番 14番49号 20番13〜28号 22番1〜18・28〜33号 23番5〜18号 24番9〜16号 25番12〜19号 26番 | 横浜市立小菅ケ谷小学校 | 横浜市立小山台中学校 |
| 本郷台一丁目 | 11番〜14番48号 15番〜20番12号 22番19〜27号 23番1〜4号 23番19号〜24番8号 24番17号〜25番11号 25番20〜29号  | 横浜市立小菅ケ谷小学校 | 横浜市立豊田中学校   |
| 本郷台一丁目 | 1番11〜22号 8番1〜5号 8番18〜26号                                                                        | 横浜市立西本郷小学校   | 横浜市立西本郷中学校 |
| 本郷台二丁目 | 4番 5番8〜17号 6番9〜17号 7番〜18番1号 18番15〜18号 22番1号 23番1〜3号 23番16号〜37番                    | 横浜市立小菅ケ谷小学校 | 横浜市立西本郷中学校 |
| 本郷台二丁目 | 1〜3番 5番1〜7号 5番18号〜6番8号 6番18〜26号 18番2〜14号 19〜21番 22番2〜14号 23番4〜15号                | 横浜市立小菅ケ谷小学校 | 横浜市立豊田中学校   |
| 本郷台三丁目 | 全域 | 横浜市立小菅ケ谷小学校 | 横浜市立豊田中学校   |
| 本郷台四丁目 | 1番〜3番4号 5〜14番 15番4〜16号 17番11〜15号 18番6〜17号                                                 | 横浜市立小菅ケ谷小学校 | 横浜市立豊田中学校   |
| 本郷台四丁目 | 3番5号〜4番 15番1〜3号 15番17号〜17番10号 17番16号〜18番5号 18番18号〜41番                               | 横浜市立小菅ケ谷小学校 | 横浜市立小山台中学校 |
| 本郷台五丁目 | 全域 | 横浜市立小菅ケ谷小学校 | 横浜市立小山台中学校 |

## 事業所
2021年（令和3年）現在の経済センサス調査による事業所数と従業員数は以下の通りである。
| 丁目         | 事業所数 | 従業員数 |
| ------------ | -------- | -------- |
| 本郷台一丁目 | 12事業所 | 92人     |
| 本郷台二丁目 | 34事業所 | 180人    |
| 本郷台三丁目 | 16事業所 | 69人     |
| 本郷台四丁目 | 17事業所 | 126人    |
| 本郷台五丁目 | 6事業所  | 24人     |
| 計           | 85事業所 | 491人    |

### 事業者数の変遷
経済センサスによる事業所数の推移。
| 年                 | 事業者数 |
| ------------------ | -------- |
| 2016年（平成28年） | 83       |
| 2021年（令和3年）  | 85       |

### 従業員数の変遷
経済センサスによる従業員数の推移。
| 年                 | 従業員数 |
| ------------------ | -------- |
| 2016年（平成28年） | 490      |
| 2021年（令和3年）  | 491      |

## 施設
- 横浜市立小菅ケ谷小学校
- 横浜市立本郷台小学校
- 日本基督教団 横浜本郷台教会[19]

## その他

### 日本郵便
- 郵便番号 : 247-0008[3]（集配局：大船郵便局[20]）

### 警察
町内の警察の管轄区域は以下の通りである。
| 丁目         | 番・番地等 | 警察署   | 交番・駐在所 |
| ------------ | ---------- | -------- | ------------ |
| 本郷台一丁目 | 全域       | 栄警察署 | 豊田交番     |
| 本郷台二丁目 | 全域       | 栄警察署 | 豊田交番     |
| 本郷台三丁目 | 全域       | 栄警察署 | 豊田交番     |
| 本郷台四丁目 | 全域       | 栄警察署 | 豊田交番     |
| 本郷台五丁目 | 全域       | 栄警察署 | 豊田交番     |